# Brome-Missisquoi (circonscription provinciale)
Pour les articles homonymes, voir Brome-Missisquoi et Brome—Missisquoi (circonscription fédérale).
Circonscription électorale provinciale du Canada
Brome-Missisquoi est une circonscription électorale provinciale du Québec situé dans la région administrative de l'Estrie. 
Il s'agit d'une circonscription à forte proportion anglophone (16 %).

## Historique
La circonscription de Brome-Missisquoi est créée en 1972 de la fusion des anciens districts électoraux de Brome et de Missisquoi. Ses limites ont été modifiées en 2001 et en 2011, cette dernière année par la cession de sa partie est à Orford et l'ajout de la ville de Waterloo et ses environs . Elle n'a pas été modifiée en 2017.
Cette circonscription a une forte propension à voter pour le Parti libéral du Québec (toutes les élections de 1980 à 2014) et les électeurs ont voté en faveur du maintien du fédéralisme canadien lors des trois derniers référendums.

## Territoire et limites
La circonscription de Brome-Missisquoi s'étend sur 1 884,7 km2 et sur le territoire de 25 municipalités :
- Abercorn
- Bedford (ville)
- Bedford (municipalité de canton)
- Bolton-Ouest
- Brigham
- Brome
- Bromont
- Cowansville
- Dunham
- East Farnham
- Farnham
- Frelighsburg
- Lac-Brome
- Notre-Dame-de-Stanbridge
- Saint-Alphonse-de-Granby
- Saint-Armand
- Saint-Ignace-de-Stanbridge
- Pike River
- Sainte-Sabine
- Shefford
- Stanbridge East
- Stanbridge Station
- Sutton
- Warden
- Waterloo

## Liste des députés
| Législature                                       | Années       | Député | Député               | Parti            |
| ------------------------------------------------- | ------------ | ------ | -------------------- | ---------------- |
| Brome-Missisquoi Créée depuis Brome et Missisquoi |              |        |                      |                  |
| 30e                                               | 1973–1976    |        | Glendon Pettes Brown | Libéral          |
| 31e                                               | 1976–1980    |        | Armand Russell       | Union nationale  |
| 31e                                               | 1980–1981    |        | Pierre Paradis       | Libéral          |
| 32e                                               | 1981–1985    |        | Pierre Paradis       | Libéral          |
| 33e                                               | 1985–1989    |        | Pierre Paradis       | Libéral          |
| 34e                                               | 1989–1994    |        | Pierre Paradis       | Libéral          |
| 35e                                               | 1994–1998    |        | Pierre Paradis       | Libéral          |
| 36e                                               | 1998–2003    |        | Pierre Paradis       | Libéral          |
| 37e                                               | 2003–2007    |        | Pierre Paradis       | Libéral          |
| 38e                                               | 2007–2008    |        | Pierre Paradis       | Libéral          |
| 39e                                               | 2008–2012    |        | Pierre Paradis       | Libéral          |
| 40e                                               | 2012–2014    |        | Pierre Paradis       | Libéral          |
| 41e                                               | 2014–2017    |        | Pierre Paradis       | Libéral          |
| 41e                                               | 2017–2018    |        | Pierre Paradis       | Indépendant      |
| 41e                                               | 2018–2018    |        | Pierre Paradis       | Libéral          |
| 42e                                               | 2018–2022    |        | Isabelle Charest     | Coalition avenir |
| 43e                                               | 2022–présent |        | Isabelle Charest     | Coalition avenir |

## Résultats électoraux

### Évolution pour les principaux partis
| |
| - Parti libéral - Crédit social (ancien) - Parti québécois - Union nationale (ancien) - Action démocratique (ancien) - Unité (1989) / Égalité (1994, 2003) - Québec solidaire - Coalition avenir - Parti conservateur |

### Résultats détaillés
|                                                                                             | Nom                         | Parti                    | Nombre de voix | %      | Maj.   |
| ------------------------------------------------------------------------------------------- | --------------------------- | ------------------------ | -------------- | ------ | ------ |
|                                                                                             | Isabelle Charest (sortante) | Coalition avenir         | 20 576         | 45,9 % | 13 438 |
|                                                                                             | Alexandre Legault           | Québec solidaire         | 7 138          | 15,9 % | -      |
|                                                                                             | Guillaume Paquet            | Parti québécois          | 5 359          | 11,9 % | -      |
|                                                                                             | Claude Vadeboncoeur         | Libéral                  | 5 344          | 11,9 % | -      |
|                                                                                             | Stéphanie Prévost           | Conservateur             | 4 875          | 10,9 % | -      |
|                                                                                             | Lynn Moore                  | Parti canadien du Québec | 642            | 1,4 %  | -      |
|                                                                                             | Caitlin Moynan              | Vert                     | 487            | 1,1 %  | -      |
|                                                                                             | Sébastien Houle             | Indépendant              | 209            | 0,5 %  | -      |
|                                                                                             | Tommy Quirion-Bouchard      | Climat Québec            | 121            | 0,3 %  | -      |
|                                                                                             | Pierre Fontaine             | Démocratie directe       | 105            | 0,2 %  | -      |
| Total                                                                                       | Total                       | Total                    | 44 856         | 100 %  |        |
| Le taux de participation lors de l'élection était de 68 % et 537 bulletins ont été rejetés. |                             |                          |                |        |        |

|                                                                                               | Nom                | Parti               | Nombre de voix | %      | Maj.  |
| --------------------------------------------------------------------------------------------- | ------------------ | ------------------- | -------------- | ------ | ----- |
|                                                                                               | Isabelle Charest   | Coalition avenir    | 18 407         | 44,4 % | 8 369 |
|                                                                                               | Ingrid Marini      | Libéral             | 10 038         | 24,2 % | -     |
|                                                                                               | Alexandre Legault  | Québec solidaire    | 7 167          | 17,3 % | -     |
|                                                                                               | Andréanne Larouche | Parti québécois     | 4 446          | 10,7 % | -     |
|                                                                                               | Elisabeth Dionne   | Vert                | 978            | 2,4 %  | -     |
|                                                                                               | Manon Gamache      | Citoyens au pouvoir | 247            | 0,6 %  | -     |
|                                                                                               | Marc Alarie        | Voie du peuple      | 190            | 0,5 %  | -     |
| Total                                                                                         | Total              | Total               | 41 473         | 100 %  |       |
| Le taux de participation lors de l'élection était de 70,7 % et 623 bulletins ont été rejetés. |                    |                     |                |        |       |

|                                                                                               | Nom                      | Parti            | Nombre de voix | %      | Maj.  |
| --------------------------------------------------------------------------------------------- | ------------------------ | ---------------- | -------------- | ------ | ----- |
|                                                                                               | Pierre Paradis (sortant) | Libéral          | 18 103         | 44,5 % | 6 754 |
|                                                                                               | François Lemay           | Coalition avenir | 11 349         | 27,9 % | -     |
|                                                                                               | René Beauregard          | Parti québécois  | 8 281          | 20,4 % | -     |
|                                                                                               | Benoit Van Caloen        | Québec solidaire | 2 751          | 6,8 %  | -     |
|                                                                                               | Nicolas Pépin            | Option nationale | 199            | 0,5 %  | -     |
| Total                                                                                         | Total                    | Total            | 40 683         | 100 %  |       |
| Le taux de participation lors de l'élection était de 73,1 % et 623 bulletins ont été rejetés. |                          |                  |                |        |       |

|                                                                                               | Nom                      | Parti                  | Nombre de voix | %      | Maj. |
| --------------------------------------------------------------------------------------------- | ------------------------ | ---------------------- | -------------- | ------ | ---- |
|                                                                                               | Pierre Paradis (sortant) | Libéral                | 13 841         | 33 %   | 303  |
|                                                                                               | Benoit Legault           | Coalition avenir       | 13 538         | 32,3 % | -    |
|                                                                                               | Richard Leclerc          | Parti québécois        | 10 670         | 25,5 % | -    |
|                                                                                               | Benoit Van Caloen        | Québec solidaire       | 1 944          | 4,6 %  | -    |
|                                                                                               | Louise Martineau         | Vert                   | 724            | 1,7 %  | -    |
|                                                                                               | Patrick Melchior         | Option nationale       | 490            | 1,2 %  | -    |
|                                                                                               | Jacques Pipon            | Conservateur           | 253            | 0,6 %  | -    |
|                                                                                               | Dominique Favreau        | Coalition constituante | 184            | 0,4 %  | -    |
|                                                                                               | Jean-Pierre Dufault      | Indépendant            | 141            | 0,3 %  | -    |
|                                                                                               | Gilles Alarie            | Indépendant            | 127            | 0,3 %  | -    |
| Total                                                                                         | Total                    | Total                  | 41 912         | 100 %  |      |
| Le taux de participation lors de l'élection était de 76,6 % et 425 bulletins ont été rejetés. |                          |                        |                |        |      |

|                                                                                               | Nom                       | Parti               | Nombre de voix | %      | Maj.  |
| --------------------------------------------------------------------------------------------- | ------------------------- | ------------------- | -------------- | ------ | ----- |
|                                                                                               | Pierre Paradis (sortant)  | Libéral             | 15 006         | 49,2 % | 6 681 |
|                                                                                               | Richard Leclerc           | Parti québécois     | 8 325          | 27,3 % | -     |
|                                                                                               | Mario Charpentier         | Action démocratique | 5 073          | 16,6 % | -     |
|                                                                                               | Louise Martineau          | Vert                | 1 012          | 3,3 %  | -     |
|                                                                                               | Diane Cormier             | Québec solidaire    | 884            | 2,9 %  | -     |
|                                                                                               | Jacques-Antoine Normandin | Indépendant         | 173            | 0,6 %  | -     |
| Total                                                                                         | Total                     | Total               | 30 473         | 100 %  |       |
| Le taux de participation lors de l'élection était de 60,4 % et 480 bulletins ont été rejetés. |                           |                     |                |        |       |

|                                                                                               | Nom                      | Parti               | Nombre de voix | %      | Maj.  |
| --------------------------------------------------------------------------------------------- | ------------------------ | ------------------- | -------------- | ------ | ----- |
|                                                                                               | Pierre Paradis (sortant) | Libéral             | 14 182         | 39,8 % | 2 961 |
|                                                                                               | Jean L'Écuyer            | Action démocratique | 11 221         | 31,5 % | -     |
|                                                                                               | Richard Leclerc          | Parti québécois     | 7 238          | 20,3 % | -     |
|                                                                                               | Vanessa Thibodeau        | Vert                | 1 917          | 5,4 %  | -     |
|                                                                                               | Lorraine Lasnier         | Québec solidaire    | 1 032          | 2,9 %  | -     |
| Total                                                                                         | Total                    | Total               | 35 590         | 100 %  |       |
| Le taux de participation lors de l'élection était de 71,9 % et 298 bulletins ont été rejetés. |                          |                     |                |        |       |

|                                                                                               | Nom                      | Parti               | Nombre de voix | %      | Maj.   |
| --------------------------------------------------------------------------------------------- | ------------------------ | ------------------- | -------------- | ------ | ------ |
|                                                                                               | Pierre Paradis (sortant) | Libéral             | 18 546         | 55,6 % | 10 453 |
|                                                                                               | Line Le Blanc            | Parti québécois     | 8 093          | 24,3 % | -      |
|                                                                                               | Pierre Plante            | Action démocratique | 6 018          | 18,1 % | -      |
|                                                                                               | Simon Gnocchini          | UFP                 | 509            | 1,5 %  | -      |
|                                                                                               | Lionel Albert            | Égalité             | 167            | 0,5 %  | -      |
| Total                                                                                         | Total                    | Total               | 33 333         | 100 %  |        |
| Le taux de participation lors de l'élection était de 70,4 % et 448 bulletins ont été rejetés. |                          |                     |                |        |        |

## Référendums
|  | Référendum                     | % du OUI | % du NON | Taux de participation |
|  | Référendum de 1980             | 25,97 %  | 74,03 %  | 87,53 %               |
|  | Accord de Charlottetown (1992) | 55,85 %  | 44,15 %  | 83,87 %               |
|  | Référendum de 1995             | 38,32 %  | 61,68 %  | 93,91 %               |